# نوزاد (فیلم ۲۰۱۵)
«نوزاد» (انگلیسی: Baby) فیلمی در ژانر اکشن مهیج جاسوسی مهیج هندی است که در سال ۲۰۱۵ به نویسندگی و کارگردانی نیراج پاندی ساخته شده‌است. این فیلم به زبان هندی است.
در این فیلم آکشی کومار نقش اصلی را به‌عهده دارد و هنرپیشگانی چون تاپسی پاننو، رانا داگوباتی، دنی دنزونگپا، انوپم کهیر، میکال ذوالفقار، کی کی منون، مادهوریما تولی و رشید ناز در نقش‌های فرعی بازی می‌کنند.
داستان این فیلم در مورد پسر بچه ای است که گمشده و آکشی کومار باید او را نجات دهد و یک تیم نخبه از سیستم اطلاعاتی هند دائماً در تلاش برای شناسایی و از بین بردن تروریست‌ها و توطئه‌های آن‌ها است. افسر آجی (آکشای کومار) تیمی را برای نابود کردن یکی از عملیات‌های بالقوه مرگبار رهبری می‌کند.